# Traumschüff
Die Traumschüff eG wurde 2017 gegründet und betreibt unter dem Namen „Theater im Fluss“ ein schwimmendes Wandertheater, das gezielt den ländlichen Raum bespielt. Sitz der gemeinnützigen Genossenschaft ist Oranienburg.

## Geschichte
Die gemeinnützige Theatergenossenschaft „Traumschüff e.G.“ wurde 2016 von Schauspieler und Regisseur David Schellenschmidt initiiert und am 13. Januar 2017 als Zusammenschluss professioneller Künstlerinnen, Künstler und Kulturschaffender gegründet. Seitdem finden jeden Sommer zwischen Mai und September Theatertouren statt. Bühne und Fortbewegungsmittel ist das Theaterschiff „Genossin Rosi“. Die Schiffsroute führt durch Brandenburg, Sachsen-Anhalt und Mecklenburg-Vorpommern.
Der Ansatz der Traumschüff eG besteht darin, einen niederschwelligen Zugang zu Kultur zu ermöglichen und unterschiedliche Menschen miteinander in Austausch zu bringen. Die aufgeführten Stücke greifen regionale Themen und Perspektiven auf und richten sich besonders auch an Menschen, die keinen regelmäßigen Zugang zu kulturellen Angeboten haben.
Auch führt die Traumschüff eG seit 2017 jedes Jahr theaterpädagogische Projekte und Workshops durch, die sich sowohl an Kinder und Jugendliche richten als auch generationenübergreifend stattfinden. Aufgrund der COVID-19-Pandemie musste im Sommer 2020 ein großer Teil der Tour und Vorstellungen ausfallen. Als digitales Alternativangebot entwickelte die Traumschüff eG das Interview-Videoprojekt „30 Jahre später … und dann?“, das sich mit den Auswirkungen des Mauerfalls befasst und unterschiedliche Betrachtungswinkel und Zukunftsvisionen sichtbar machen soll.
Im Herbst 2021 etablierte die Theatergenossenschaft unter dem Namen „Theater im Werk“ eine feste Spielstätte in Oranienburg. Zwischen 2021 und 2023 wurde dort ein regelmäßige Kulturveranstaltungen angeboten. Im Mai 2024 kündigte das Traumschüff an, den Theatersaal nicht mehr selbst weiter zu betreiben, um den eigenen Fokus verstärkt auf die aufsuchende Theaterarbeit und die Kreation von Theaterformaten in der Region zu setzen. Der Veranstaltungssaal wird seither von den Betreibern des Oranienwerks bespielt.

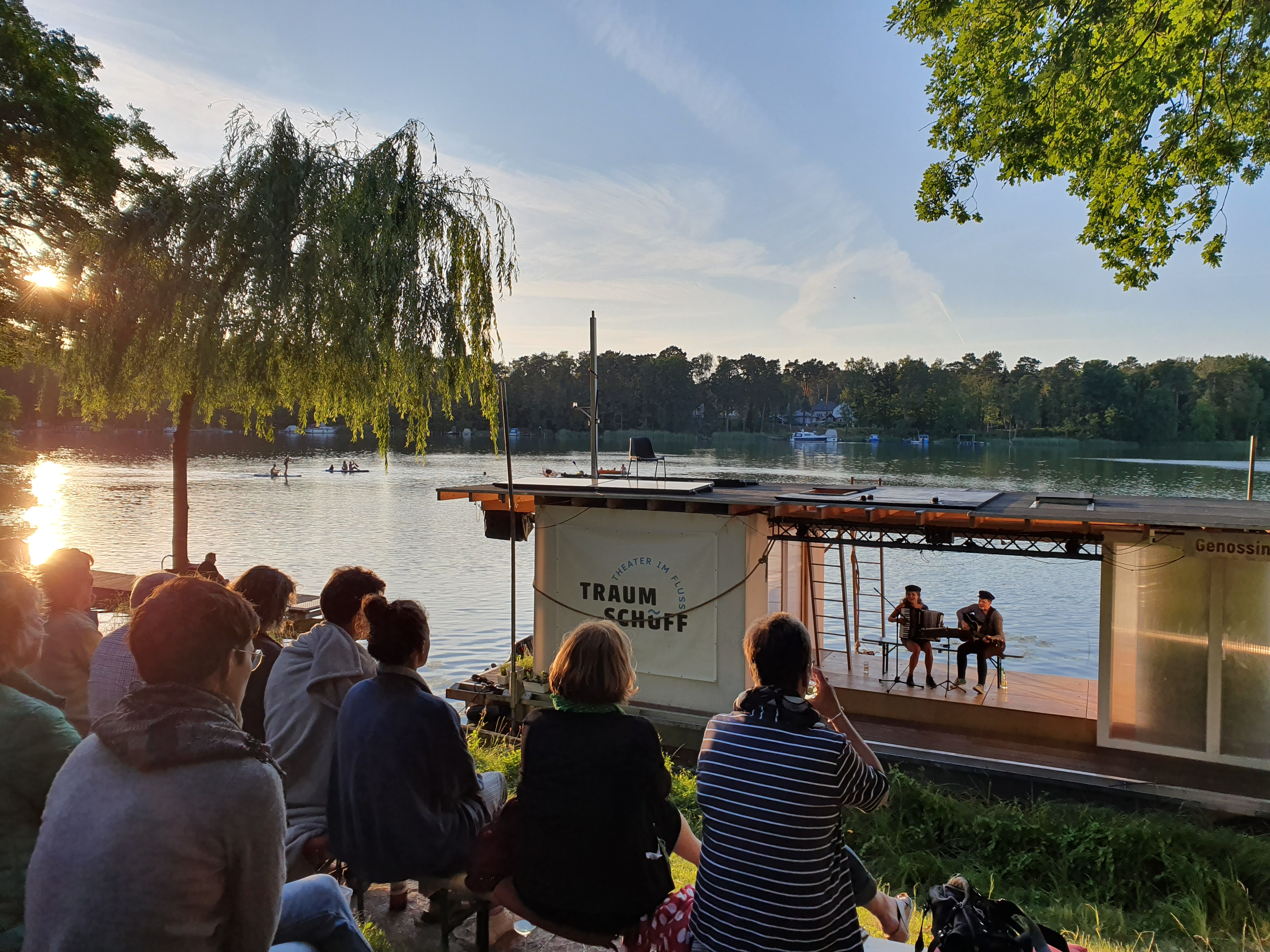
Traumschüff Theater in Himmelpfort

## Theaterschiff „Genossin Rosi“
Das Theaterschiff „Genossin Rosi“ ist die schwimmende Bühne der Traumschüff eG und wurde am 29. Juli 2017 erstmals zu Wasser gelassen und getauft. Der Unterbau und die Schwimmkörper des Katamarans wurden in der Kiebitzberg Schiffswerft in Havelberg hergestellt. Das architektonische Konzept für den Aufbau wurde in Kooperation mit der Bauhaus-Universität Weimar im Rahmen eines Semesterprojekts des Architekturstudiengangs im Master entwickelt und umgesetzt.
Das Schiff dient nicht nur als Bühne des Theaters, sondern ist gleichzeitig Transportmittel und Crew-Unterkunft. Mit einer Fläche von 12 × 5 Metern, mehreren Räumen und verschiebbaren Wänden bietet es vielfältige Möglichkeiten für Bühnenbilder und andere Projekte. Bereits 2017 wurde in Zusammenarbeit mit der Technischen Universität Berlin ein Energiekonzept entwickelt, das mit Hilfe von Solarzellen auf dem Dach die autarke Stromerzeugung für den Vorstellungsbetrieb ermöglichen soll. 2019 fand die erste Vorstellung nur mit selbsterzeugtem Strom statt.
Der Schiffsbau 2017 sowie der weitere Ausbau der Innenausstattung, des Schiffsdachs und der Elektrotechnik in den Folgejahren wurden größtenteils über Direktspenden und Crowdfunding finanziert und mit vielen ehrenamtlich helfenden Händen umgesetzt.
Heimathafen und Winterliegeort ist die Werft Malz bei Oranienburg.

## Produktionen
| Premiere   | Name                    | Autoren                                             | Regie                 |
| ---------- | ----------------------- | --------------------------------------------------- | --------------------- |
| 26.01.2025 | Zum Wohle des Volkes    | Ulrike Müller, Jan Lehmann                          | Ulrike Müller         |
| 02.09.2023 | Die Bürgermeisterschaft | Nikola Schellenschmidt                              | David Schellenschmidt |
| 04.09.2021 | Treue Hände – Folge 3   | Nikola Schellenschmidt                              | David Schellenschmidt |
| 30.07.2021 | Durch den Wind          | Stefan Wipplinger, Johanna Paliege, David Nádvornik | Alexander Schröder    |
| 06.07.2019 | Hinter den Fenstern     | Nikola Schellenschmidt                              | Birga Ipsen           |
| 29.06.2019 | Treue Hände – Folge 2   | Nikola Schellenschmidt                              | David Schellenschmidt |
| 07.11.2018 | Antonia                 | Nikola Schellenschmidt                              | Nicole Haase          |
| 29.06.2018 | Treue Hände – Folge 1   | Nikola Schellenschmidt                              | David Schellenschmidt |
| 19.05.2018 | Planet Acasio           | Sophia Sorge                                        | Thomas M. Wiesenberg  |
| 16.07.2017 | Bibergeil               | Nikola Schellenschmidt                              | David Schellenschmidt |

## Touren
| Jahr | Tourstopps |
| ---- | --- |
| 2024 | Pritzerbe, Strodehne, Havelberg, Rathenow, Premnitz, Plaue, Brandenburg, Brieselang, Liebenwalde, Zehdenick, Oranienburg |
| 2023 | Zehdenick, Liebenwalde, Strodehne, Wittenberge, Havelberg, Rathenow, Premnitz, Pritzerbe, Plaue, Brandenburg, Brieselang |
| 2022 | Wittenberge, Dömitz, Rüterberg, Havelberg, Strodehne, Rathenow, Premnitz, Pritzerbe, Plaue, Brandenburg, Brieselang, Liebenwalde, Zehdenick, Oranienburg |
| 2021 | Wittenberge, Dömitz, Parchim, Plau am See, Rechlin, Himmelpfort, Zehdenick, Liebenwalde, Oranienburg, Brieselang, Brandenburg an der Havel, Kirchmöser, Pritzerbe, Premnitz, Rathenow, Strodehne |
| 2020 | Rathenow, Pritzerbe, Brandenburg an der Havel, Premnitz, Strodehne, Havelberg |
| 2019 | Havelberg, Dömitz, Parchim, Plau am See, Waren (Müritz), Malchow, Göhren-Lebbin, Röbel/Müritz, Rechlin, Fürstenberg/Havel, Himmelpfort, Zehdenick, Liebenwalde, Oranienburg, Brieselang, Potsdam, Deetz (Groß Kreutz (Havel)), Brandenburg an der Havel, Strodehne, Plaue (Brandenburg an der Havel), Pritzerbe, Premnitz, Rathenow, Havelberg |
| 2018 | Premnitz, Rathenow, Pritzerbe, Plaue (Brandenburg an der Havel), Brieselang, Oranienburg, Zehdenick, Liebenwalde, Fürstenberg/Havel, Himmelpfort, Berlin-Rummelsburg, Berlin-Köpenick, Brandenburg an der Havel, Ketzin/Havel, Strodehne, Havelberg                                                                                            |
| 2017 | Rathenow, Premnitz, Pritzerbe, Brieselang, Brandenburg an der Havel, Hennigsdorf, Berlin (Hafen Tempelhof) |

## Auszeichnungen und Nominierungen
- 2020: ZukunftsGut-Preis der Commerzbank-Stiftung, 2. Platz[29]
- 2021: Wettbewerb des Bündnis für Demokratie und Toleranz gegen Extremismus und Gewalt „Aktiv für Demokratie und Toleranz 2021“[30]
- 2022: Deutscher Mobilitätspreis, Shortlist in der Kategorie „Art“[31]
- 2022: Wettbewerb des Bundesministerium für Wohnen, Stadtentwicklung und Bauwesen „Menschen und Erfolge“, Sonderpreis im Themenfeld „Begegnen“[32]